# Седов, Артём Анатольевич
Артем Анатольевич Седо́в (род. 26 марта 1984 года, Санкт-Петербург, СССР) — российский фехтовальщик, мастер спорта России международного класса, член сборной России по фехтованию на рапире с 2004 года, заслуженный тренер России (2022). 

## Спортивная карьера
Начал заниматься фехтованием в 1991 году
Тренеры ― Вера Васильевна Кузнецова, Александр Владимирович Пресс.
Принимал участие:
- В пяти Чемпионатах Мира: 3 место (2008,2009)
- В двух Кубках Европы (2-х кратный обладатель)

## Тренерская карьера
- c 2017 года тренер сборной России по фехтованию на рапирах

Среди воспитанников Артема Седова победители Олимпийских игр Коробейникова Лариса, Загидуллина Аделина; победитель юниорского Чемпионата Мира в личных соревнованиях Захар Козлов. 

## Достижения
- Победитель в командном и в личном первенстве чемпионата России (2002, 2008, 2009, 2013, 2015)
- Победитель в командном и серебряный призёр в личном первенстве Чемпионата Европы
- Призер Чемпионата Мира в личных и командных соревнованиях (2009)

## Награды
- Медаль "За трудовую доблесть" (2004)
- Почетное звание "Лучший в спорте Санкт-Петербурга" (2010)
- Орден Дружбы (2022)